# Mario Pašalić
Mario Pašalić (sinh ngày 9 tháng 2 năm 1995) là một cầu thủ bóng đá chuyên nghiệp người Croatia thi đấu ở vị trí tiền vệ trung tâm cho câu lạc bộ Atalanta và đội tuyển quốc gia Croatia.
Anh bắt đầu sự nghiệp tại đội bóng Croatia Hajduk Split trước khi đến Chelsea vào tháng 7 năm 2014. Sau đó, đội bóng này lần lượt đem Pašalić cho mượn đến Elche, Monaco, AC Milan, Spartak Moscow và Atalanta. Sau 2 mùa giải thi đấu dưới dạng cho mượn tại Atalanta từ năm 2018 đến năm 2020, anh đã được câu lạc bộ này mua đứt trước khi mùa giải 2020–21 khởi tranh.
Pašalić có trận đấu đầu tiên cho đội tuyển quốc gia Croatia vào tháng 9 năm 2014, đại diện cho đất nước của mình thi đấu tại Euro 2020 và World Cup 2022.

## Sự nghiệp câu lạc bộ

### Hajduk Split
Sinh ra tại Mainz, Đức và đến Croatia khi còn nhỏ, Pašalić bắt đầu đá bóng tại đội NK GOŠK Kaštel Gomilica khi mới 7 tuổi và hai năm sau gia nhập học viện đào tạo trẻ của Hajduk Split. Trong mùa giải 2011-12, anh đã ghi 17 bàn trong màu áo đội U-17 Hajduk Split và được đôn lên đội một cho mùa giải 2012-13. Ngày 14 tháng 4 năm 2013, anh chính thức có trận đấu chuyên nghiệp đầu tiên, vào sân ở những phút bù giờ trong trận đấu với Cibalia.
Trong mùa bóng 2013-14, Pašalić có được tổng cộng 11 bàn thắng sau 36 trận đấu trên mọi mặt trận cho Hajduk.

### Chelsea
Tháng 4 năm 2014, đội bóng Anh Chelsea thông báo đã đạt được thỏa thuận chiêu mộ Pašalić với phí chuyển nhượng 3 triệu £.

#### Elche (cho mượn)
Ngày 22 tháng 7 năm 2014, Pašalić được Chelsea cho mượn đến Elche trong thời hạn một mùa bóng. Ngày 24 tháng 8, anh có trận đấu đầu tiên cho Elche cũng như tại La Liga trong trận thua 3-0 trước Barcelona.
Ngày 12 tháng 4 năm 2015, Pašalić có bàn thắng đầu tiên tại La Liga, ấn định chiến thắng 2-0 của Elche trước Córdoba. Ngày 3 tháng 5, anh lại ghi bàn đem về chiến thắng 2-1 trước Málaga. Kết thúc mùa giải 2014-15, anh thi đấu cho Elche 35 trận và có được 3 bàn thắng.

#### Monaco (cho mượn)
Tháng 7 năm 2015, Pašalić được cho mượn đến Monaco như một phần của thương vụ Radamel Falcao đến Chelsea. Ngày 28 tháng 7, anh ghi bàn ngay trong trận đấu đầu tiên cho Monaco, bàn ấn định chiến thắng 3-1 trước Young Boys tại vòng sơ loại thứ ba UEFA Champions League. Ngày 8 tháng 8, Pašalić ra mắt tại Ligue 1 nhưng bị rút ra chỉ sau 25 phút ở trận thắng 2-1 trước Nice. Ngày 19 tháng 8, trong trận lượt đi vòng play-off Champions League, Pašalić ghi bàn thắng đưa trận đấu với Valencia trở về vạch xuất phát nhưng chung cuộc Monaco đã để thua 3-1.
Anh có bàn thắng đầu tiên tại Ligue 1 với cú đánh đầu mở tỉ số trong trận hòa 1-1 với Olympique Lyonnais ngày 16 tháng 10. Ngày 1 và 21 tháng 11, anh đều là người ghi bàn thắng duy nhất trong các trận đấu tại Ligue 1 với Angers SCO và FC Nantes. Ngày 20 tháng 1, anh ghi bàn ở phút 103 của hiệp phụ để góp công đem về chiến thắng 3-1 của Monaco trước Evian tại Cúp bóng đá Pháp sau 120 phút thi đấu.
Pašalić có tổng cộng 7 bàn/28 trận trong mùa giải 2015-16 cho Monaco.

#### Milan (cho mượn)
Ngày 27 tháng 8 năm 2016, Pašalić đến AC Milan theo hợp đồng cho mượn có thời hạn một mùa bóng. Anh có trận đấu đầu tiên cho Milan vào ngày 30 tháng 10 gặp Pescara khi vào sân từ băng ghế dự bị. Một tuần sau đó, anh được ra sân ngay từ đầu trong trận thắng 2-1 trước Palermo. Đến ngày 4 tháng 12, anh có bàn thắng đầu tiên cho Milan trong trận hòa 1-1 với Crotone.
Pašalić trở thành người trực tiếp đem về danh hiệu vô địch Siêu cúp bóng đá Ý 2016 cho Milan sau khi thực hiện thành công lượt sút luân lưu cuối cùng, giúp Milan đánh bại Juventus với tỷ số 4-3 trên chấm luân lưu. Ngày 7 tháng 5 năm 2017, Pašalić có được bàn thắng thứ 5 tại Serie A 2016-17 trong trận thua 1-4 trước AS Roma.

#### Spartak Moscow (cho mượn)
Ngày 2 tháng 8 năm 2017, Pašalić ký bản hợp đồng mới có thời hạn bốn năm với Chelsea và ngay lập tức được đem cho mượn tại Spartak Moscow trong mùa giải 2017-18. Ngày 12 tháng 8, anh có bàn thắng đầu tiên cho đội bóng Nga với bàn mở tỉ số trong trận thua 2-1 trước CSKA Moscow tại Giải bóng đá ngoại hạng Nga.
Trong mùa giải 2017-18, anh thi đấu tổng cộng 28 trận cho Spartak Moscow và ghi được 4 bàn thắng.

#### Atalanta (cho mượn)
Tháng 7 năm 2018, Pašalić tiếp tục được Chelsea đem cho mượn, lần này là tại đội bóng Ý Atalanta cho đến hết mùa giải 2018-19. Anh có bàn thắng đầu tiên cho Atalanta trong chiến thắng 4-1 trước Hapoel Haifa tại lượt đi vòng sơ loại thứ ba UEFA Europa League 2018-19.

## Sự nghiệp đội tuyển quốc gia
Pašalić từng là thành viên đội tuyển U-21 Croatia và có tên trong danh sách 30 cầu thủ Croatia dự kiến tham dự World Cup 2014 nhưng đã bị loại khỏi danh sách 23 cầu thủ chính thức cuối cùng. Anh có trận đấu đầu tiên cho tuyển quốc gia vào ngày 4 tháng 9 năm 2014 ở trận giao hữu với Síp.

## Thống kê sự nghiệp

### Câu lạc bộ
Tính đến ngày 23 tháng 5 năm 2021.
| Câu lạc bộ            | Mùa giải       | Giải đấu               | Giải đấu | Giải đấu | Cúp quốc gia | Cúp quốc gia | Cúp liên đoàn | Cúp liên đoàn | Châu Âu | Châu Âu | Khác | Khác | Tổng cộng | Tổng cộng |
| Câu lạc bộ            | Mùa giải       | Hạng                   | Trận     | Bàn      | Trận         | Bàn          | Trận          | Bàn           | Trận    | Bàn     | Trận | Bàn  | Trận      | Bàn       |
| --------------------- | -------------- | ---------------------- | -------- | -------- | ------------ | ------------ | ------------- | ------------- | ------- | ------- | ---- | ---- | --------- | --------- |
| Hajduk Split          | 2012–13        | Prva HNL               | 2        | 0        | 0            | 0            | —             | —             | 0       | 0       | —    | —    | 2         | 0         |
| Hajduk Split          | 2013–14        | Prva HNL               | 30       | 11       | 3            | 0            | —             | —             | 3       | 0       | 1    | 0    | 37        | 11        |
| Hajduk Split          | Tổng cộng      | Tổng cộng              | 32       | 11       | 3            | 0            | —             | —             | 3       | 0       | 1    | 0    | 39        | 11        |
| Chelsea               | 2014–15        | Premier League         | 0        | 0        | 0            | 0            | 0             | 0             | 0       | 0       | —    | —    | 0         | 0         |
| Elche (mượn)          | 2014–15        | La Liga                | 31       | 3        | 4            | 0            | —             | —             | —       | —       | —    | —    | 35        | 3         |
| Monaco (mượn)         | 2015–16        | Ligue 1                | 16       | 3        | 3            | 2            | 1             | 0             | 9       | 2       | —    | —    | 29        | 7         |
| Milan (mượn)          | 2016–17        | Serie A                | 24       | 5        | 2            | 0            | —             | —             | —       | —       | 1    | 0    | 27        | 5         |
| Spartak Moscow (mượn) | 2017–18        | Russian Premier League | 21       | 4        | 4            | 1            | —             | —             | 7       | 0       | —    | —    | 32        | 5         |
| Atalanta (mượn)       | 2018–19        | Serie A                | 33       | 5        | 5            | 2            | —             | —             | 4       | 1       | —    | —    | 42        | 8         |
| Atalanta (mượn)       | 2019–20        | Serie A                | 35       | 9        | 1            | 0            | —             | —             | 9       | 3       | —    | —    | 45        | 12        |
| Atalanta              | 2020–21        | Serie A                | 25       | 6        | 3            | 0            | —             | —             | 5       | 0       | —    | —    | 33        | 6         |
| Atalanta              | Tổng cộng      | Tổng cộng              | 93       | 20       | 9            | 2            | —             | —             | 18      | 4       | —    | —    | 120       | 26        |
| Tổng sự nghiệp        | Tổng sự nghiệp | Tổng sự nghiệp         | 217      | 46       | 25           | 5            | 1             | 0             | 37      | 6       | 2    | 0    | 282       | 57        |

1. 1 2  Số trận ra sân UEFA Europa League
2. ↑  Ra sân tại Croatian Super Cup
3. ↑  4 trận và 2 bàn thắng tại UEFA Champions League, 5 trận tại UEFA Europa League
4. ↑  Ra sân tại Supercoppa Italiana
5. ↑  Ra sân 6 trận tại UEFA Champions League và 1 trận tại UEFA Europa League
6. 1 2  Số trận ra sân tại UEFA Champions League

### Quốc tế
Tính đến ngày 26 tháng 3 năm 2024
| Đội tuyển quốc gia | Năm       | Trận | Bàn |
| ------------------ | --------- | ---- | --- |
| Croatia            | 2014      | 1    | 0   |
| Croatia            | 2015      | 1    | 0   |
| Croatia            | 2016      | 0    | 0   |
| Croatia            | 2017      | 3    | 0   |
| Croatia            | 2018      | 3    | 0   |
| Croatia            | 2019      | 4    | 0   |
| Croatia            | 2020      | 8    | 2   |
| Croatia            | 2021      | 14   | 4   |
| Croatia            | 2022      | 16   | 1   |
| Croatia            | 2023      | 10   | 3   |
| Croatia            | 2024      | 2    | 0   |
| Tổng cộng          | Tổng cộng | 62   | 10  |

#### Bàn thắng quốc tế
Bàn thắng và kết quả của Croatia được để trước.
| #  | Ngày                 | Địa điểm                                  | Trận thứ | Đối thủ     | Bàn thắng | Kết quả | Giải đấu                      |
| -- | -------------------- | ----------------------------------------- | -------- | ----------- | --------- | ------- | ----------------------------- |
| 1  | 7 tháng 10 năm 2020  | Kybunpark, St. Gallen, Thụy Sĩ            | 15       | Thụy Sĩ     | 2–1       | 2–1     | Giao hữu                      |
| 2  | 11 tháng 11 năm 2020 | Vodafone Park, Istanbul, Thổ Nhĩ Kỳ       | 18       | Thổ Nhĩ Kỳ  | 2–2       | 3–3     | Giao hữu                      |
| 3  | 27 tháng 3 năm 2021  | Sân vận động Rujevica, Rijeka, Croatia    | 22       | Síp         | 1–0       | 1–0     | Vòng loại FIFA World Cup 2022 |
| 4  | 28 tháng 6 năm 2021  | Sân vận động Parken, Copenhagen, Đan Mạch | 27       | Tây Ban Nha | 3–3       | 3–5     | UEFA Euro 2020                |
| 5  | 7 tháng 9 năm 2021   | Sân vận động Poljud, Split, Croatia       | 30       | Slovenia    | 2–0       | 3–0     | Vòng loại FIFA World Cup 2022 |
| 6  | 11 tháng 11 năm 2021 | Sân vận động quốc gia, Ta' Qali, Malta    | 33       | Malta       | 3–1       | 7–1     | Vòng loại FIFA World Cup 2022 |
| 7  | 10 tháng 6 năm 2022  | Sân vận động Parken, Copenhagen, Đan Mạch | 39       | Malta       | 1–0       | 1–0     | UEFA Nations League 2022–23   |
| 8  | 14 tháng 6 năm 2023  | De Kuip, Rotterdam, Hà Lan                | 53       | Hà Lan      | 2–1       | 4–2     | UEFA Nations League 2022–23   |
| 9  | 8 tháng 9 năm 2023   | Sân vận động Rujevica, Rijeka, Croatia    | 55       | Latvia      | 5–0       | 5–0     | Vòng loại UEFA Euro 2024      |
| 10 | 15 tháng 10 năm 2023 | Sân vận động Cardiff City, Cardiff, Wales | 58       | Wales       | 1–2       | 1–2     | Vòng loại UEFA Euro 2024      |

## Danh hiệu
Đội trẻ Hajduk Split
- Giải vô địch U-19 Croatia: 2012

Milan
- Siêu cúp bóng đá Ý: 2016

Atalanta
- UEFA Europa League: 2023–24[35]

Cá nhân
- Football Oscar - Đội hình tiêu biểu của Prva HNL: 2014

Quốc tế
- Hạng ba World Cup 2022
- Á quân UEFA Nations League 2022–23